# Pan troglodytes vellerosus
El chimpancé de Nigeria-Camerún o chimpancé del Golfo de Guinea (Pan troglodytes vellerosus) es la subespecie de chimpancé con mayor riesgo de extinción del continente. Su población se estima entre unos 5 000 o 10 000 individuos distribuidos en Nigeria y el oeste de Camerún. Si bien existe una creciente recopilación de conocimientos sobre su taxonomía, genética, morfología y distribución, se sabe relativamente poco de su ecología, comportamiento, cultura y estado de conservación en comparación con las otras subespecies de chimpancés en África.